# Servitenkloster Großenhain
Das Servitenkloster Großenhain war eine Niederlassung des Bettelordens der Serviten (Ordo Servorum Mariae, Ordenskürzel: OSM) in Großenhain im Landkreis Meißen (Sachsen). Das Kloster wurde möglicherweise vor 1299 gegründet und 1539 aufgehoben. Die Klostergebäude wurden beim Stadtbrand von 1540 beschädigt. Nach der Wiederherstellung wurden die Wirtschaftsgebäude als Waidhof zur Lagerung von Färberwaid genutzt. Auch die Kirche wurde 1703 wieder aufgebaut. Nach einem weiteren Stadtbrand 1744 wurde die als Ruine dastehende Kirche zunächst mit einem Notdach versehen, 1839 doch abgerissen und an deren Stelle eine Schule erbaut.

## Lage
Nach Cornelius Gurlitt in den Bau- und Kunstdenkmäler des Königreichs Sachsen, Heft 38 soll die Klosterkirche im südlichen Bereich der Stadt, etwa gegenüber der Einmündung des heutigen Klempnergäßchen in die Heinrich-Heine-Straße gestanden haben.

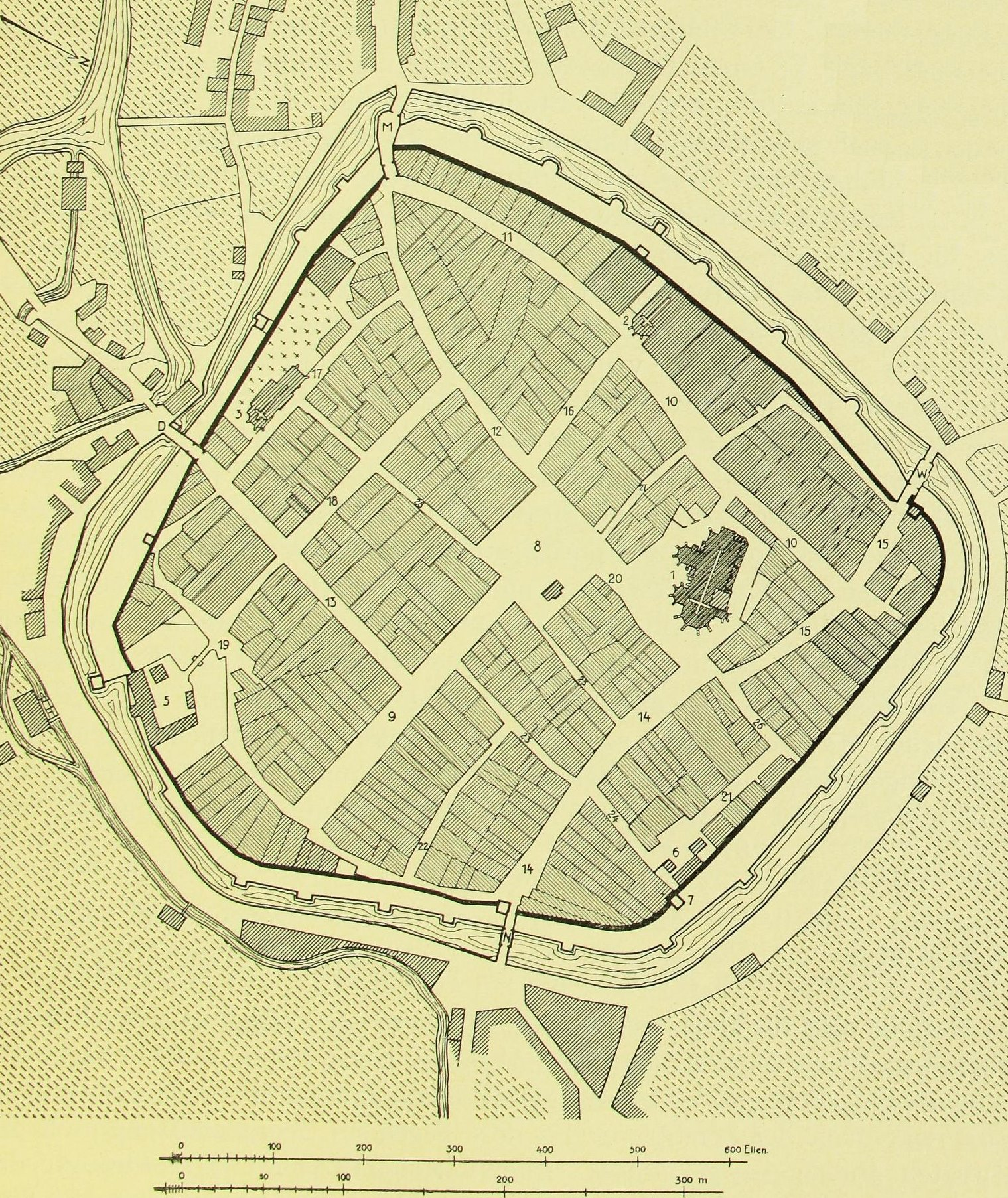
Stadtplan Großenhain um 1745. Der Plan ist leider nicht genordet, Nordpfeil beachten! (aus Gurlitt, 1914, Abb. 89)

## Geschichte
Nach Otto Mörtzsch waren die Serviten bereits 1299 in der Stadt. Sie erhielten in diesem Jahr vom Propst Theoderich von Bautzen ein Talent. Die Schwestern Lusche und Margarethe stifteten vier Betten und eine Mark. Nach Schubert, Chronik der Stadt Großenheim kamen die Serviten erst 1318 nach Großenhain. Eine Urkunde des Bischofs Withego II. von Meißen soll sich auf die Klostergründung in Großenhain beziehen. Auch sollen die Mönche in Großenhain nicht besonders willkommen gewesen sein, denn Bischof Ludwig von Brandenburg an der Havel (1329–1347) verhängte über diejenigen die Exkommunikation, die die Serviten mit Gewalt aus ihrem Kloster gejagt hatten. 1339 bestätigte Papst Benedikt XII. die Niederlassung der Serviten in Großenhain und nahm sie in seinen Schutz.
1381 erhielten die Marienknechte zu Hayn von den Markgrafen Balthasar, Wilhelm, Friedrich, Wilhelm und Georg von Meißen einen Hof am Neuendorfischen Tor, welche die ehrwürdige Matrone Jutta, genannt die Schefin und deren Söhne ihnen aufgelassen hatte. Chladenius schreibt: 1381 erhielten die Marienknechte zu Hayn, die Mönche, vom Marggrafen zu Meißen ein Haus allhier zum Eigenthum. Dieses Haus soll der im Kegelzipfel gelegene Calandshof gewesen sey, weil die Calandsbrüder für die Mönche Allmosen gesammlet.
1429 eroberten die Hussiten die Stadt Großenhain. Das Servitenkloster wie auch das andere Kloster in Großenhain, das Maria Magdalenen-Nonnenkloster wurde geplündert und die Mönche und Nonnen ermordet. Das Kloster wurde wieder besiedelt und wieder aufgebaut. Die Mönche sollen auch die Lateinschule in Großenhain unterhalten haben.
Am St.-Wenzelstag 1455 (28. September) stiftete der Meissner Dompropst Dietrich von Schönberg in dem Kloster der Marienknechte zu Hayn sein Jahresgedächtnis und die Absingung der Antiphon Descendi in oreum.
1474 sollen die Brüder des Klosters die Aufsicht über das ewige Licht in der Pfarrkirche haben.
1486 besuchte der Generalprior der Serviten Antonius Alabanti die Ordensprovinz Alamania und hielt im Konvent in Germersheim ein Provinzialkapitel ab. Dazu wurde auch ein Register erstellt, das die Anzahl der Mönche, die Kirchengeräte und die Einkünfte der jeweiligen Klöster fest hielt, außerdem die Abgaben der einzelnen Kloster an die Ordenszentrale, das Kloster in Großenhain musste 8 Gulden abgeben.
1486 war Großenhain Sitz von Wenzeslaus Pruss, des Provinzials der Serviten in Deutschland. In diesem Jahr zählte der Konvent 17 Priester(mönche) einschließlich von Provinzial und Prior. Drei Priestermönche waren allerdings abwesend. Fünf der Priestermönche waren Terminierer, d. h. sie erbettelten in ihren Bettelbezirken Lebensmittel und Geld. Weiter gehörten zum Konvent noch zwei Kleriker. An Gütern bzw. Einnahmen des Klosters werden genannt:
- ein Weinberg, auf dem die Trauben für den Wein für das Messopfer geerntet wurden,
- ein Wäldchen, das genügend Brennholz für den Konvent lieferte,
- eine Wiese, die jährlich 9 Gulden einbrachte,
- jährlich eine Tonne Fischbrühe (allecum),
- als Allmosen erhielten sie von den Herren des Herzogtums Sachsen 11½ Gulden,
- aus Jahrtagsstiftungen und Allmosen 70 Gulden und
- die Terminierer erbettelten soviel Getreide, dass es für den Unterhalt des Konvents ausreichte.

In der Sakristei befanden sich zehn Kelche, ein Tabernakel mit dem Leib des Herrn im Wert von 100 Gulden, ein goldenes Kreuz und Messgewänder zum Gottesdienst in ausreichender Menge.
1506 sollen viele der Mönche an der Pest gestorben sein. Das Servitenkloster wurde gesperrt, die Mönche mussten die Nahrungsmittel vom Festungszwinger mit Stricken in ihr Kloster ziehen. 1514 wurde über den Terminierer des Klosters in Mittweida Beschwerde geführt, dass er dort ein ungeystlich, unvorschemet, und boses leben geführt hat.
1536 bestand der Konvent im Kloster Großenhain aus dem Prior Johannes Goich, dem Senior Kaspar Starke, den vier Mönchen Johannes Nitsche, Christopherus Rober, Martin Hentschell und Sebastian Kannegießer, und dem Laienbruder Johannes Mirisch.
1539 wurde das Kloster säkularisiert. Der Konvent bestand zuletzt nur noch aus zwei Mönchen. In der Parochie Bockelwitz (bei Leisnig) soll Valentin Mager, ein früherer Mönch des Servitenklosters von Großenhain Pfarrer gewesen sein.

## Priore
- 1361: Heinricus, Prior[1]
- 1455: Symon Gaßmann[1]
- 1472: Henricus Conradi de Vach, Prior[1]
- 1474: Johannes Trost von Halle, Provinzial,[1] Petrus de Vach, Prior[11]
- bis 1486: Bruder Zacharias, Prior[7]
- ab 1486: Wenzelaus (Pruss), Prior oder F. Andreas de Hayn[12]
- 1536: Johannes Goich, Prior, Kaspar Starcke, Senior[13]
- 1539: Caspar/Kaspar Starke, Prior[4][1]

## Baulichkeiten
Die Klostergebäude sollen 1429 durch die Hussiten zerstört worden sein. Sie müssen bald darauf wieder hergestellt worden sein. Die Klosterkirche soll einmal fünf Altäre (sieben Altäre) gehabt haben. Soulier nennt als Heilige des Konvents St Erasmus und Laurentius. Sie soll auch einen besonders schönen, großen Turm gehabt haben, die die „Mönchsspitze“ genannt wurde. 1473 brannte er nach einem Blitzeinschlag aus. 1540 wurden die Klostergebäude erneut durch einen Brand beschädigt, blieben jedoch weitgehend stehen und wurden als Waidhof zur Lagerung und Verarbeitung von Färberwaid genutzt. Während des Dreißigjährigen Krieges kamen in den Klostergebäude die Stadtpferde und das Vorwerksvieh unter. Während der Besetzung Großenhains durch die Schweden wurden die Gebäude als Gefängnis genutzt, danach als Proviantlager. Nach dem Dreißigjährigen Krieg wurde der Waidhandel zunächst wieder aufgenommen (1651); er kam jedoch in der 2. Hälfte des 17. Jahrhunderts zum Erliegen. Danach wurden die Gebäude abgerissen. Die ehemalige, als Ruine dastehende Klosterkirche wurde 1703 wieder neu errichtet, blieb zunächst wegen des Nordischen Krieges eine Bauruine und wurde schließlich 1723 eingeweiht. Sie brannte beim Stadtbrand von 1744 erneut nieder und blieb lange Jahre als Ruine stehen. Sie wurde später mit einem Dach versehen, um sie später wieder auszubauen. Schließlich wurde das Gebäude 1839 doch abgerissen, um mit den Steinen am selben Ort eine neue Knabenschule zu bauen.